# Rejon nowogrodzki (obwód żytomierski, 1923–2020)
Rejon nowogrodzki – dawna jednostka administracyjna wchodząca w skład obwodu żytomierskiego Ukrainy. 
Rejon został utworzony w 1923 roku. Jego powierzchnia wynosiła 2098 km², a ludność liczyła około 46 tysięcy mieszkańców. Siedzibą władz rejonowych był Zwiahel (Nowogród Wołyński).
Na terenie rejonu znajdowały się: jedna  osiedlowa rada i 39 silskich rad, obejmujących 105 wsi i cztery osady.

## Spis miejscowości
- Abramok (Абрамок)
- (Анастасівка)
- Aneta (Ukraina) (Анета)
- (Багате)
- Barwyniwka (Барвинівка)
- (Берегове)
- Bolarka (Болярка)
- (Борисівка)
- Broniki (Броники)
- Bronyćka Huta (Броницька Гута)
- Bronnica (Брониця)
- Budyszcze (Будища)
- Chodurky (Ходурки)
- Czerwona Wola (Червона Воля)
- Czyżówka (Чижівка)
- Dubrówka (Дібрівське)
- Didowicze (Дідовичі)
- (Дубівка)
- Duplinki (Дублинки)
- Dubniki (Дубники)
- Fedoriwka (Fedorówka, Федорівка)
- Górki (Гірки)
- Horodnica (Городниця)
- (Городище)
- Horbasza Mała (Мала Горбаша)
- Horbasza Wielka (Велика Горбаша)
- Hrud (Груд)
- Hulsk (Гульськ)
- Iwaszkowa (Івашківка)
- Jaworiwka (obwód żytomierski) (Яворівка)
- Jaruń (Ярунь)
- Kalinówka (Калинівка)
- Kamionka (Кам'янка)
- Kanuny (Кануни)
- (Карпилівка)
- Katiucha (Катюха)
- Kijkowa (Кикова)
- Kijanka[3] (Киянка)
- Klonowa (Кленова)
- Kożuszki (Кожушки)
- Kołodianka (Колодянка)
- Korytyszcze (Коритища)
- Koseniw (Косенів)
- Krajnia Derażnia (Крайня Деражня)
- Krasiłówka (Красилівка)
- Krasyliwśke (Красилівське)
- Kropiwna (Кропивня)
- Kurczyćka Huta (Курчицька Гута)
- Kurczycia (Курчиця)
- Łahulśk (Лагульськ)
- Łebediwka (Лебедівка)
- Lipina (Липине)
- Lidówka (Лідівка)
- Łuczyce (Лучиця)
- Majstriw (Майстрів)
- Kamjanyj Majdan (Кам'яний Майдан)
- Majstrowa Wola (Майстрова Воля)
- Mała Cwila (Малa Цвіля)
- (Малинівкa)
- Marusziwka (Марушівкa)
- (Миколаївкa)
- Mychijiwka (Михіївкa)
- Mołodków Duży (Великий Молодьків)
- (Морозівка)
- (Наталівка)
- Nemylnia (Немильня)
- Nesołoń (Несолонь)
- Nowa Romaniwka (Нова Романівка)
- Nowozielona (Новозелене)
- (Олександрівка)
- Orepy (Орепи)
- (Партизанське)
- Perelisianka (Перелісянка)
- (Перемога)
- Pilawin
- (Пилиповичі)
- Piszczów (Піщів)
- Powczyne (Повчине)
- Puljanówka (Поліянівка)
- Prochod (Прихід)
- Romaniwka (Романівка)
- Serednia Derażnia (Середня Деражня)
- Słoboda-Romaniwśka (Слобода-Романівська)
- (Степове)
- Stryjowa (Стриєва)
- Suchowola (Суховоля)
- Susły (Сусли)
- Talki (Тальки)
- Talkiwka (Тальківка)
- Taraszczanka (Таращанка)
- (Тернівка)[4]
- (Теснівка)
- Tokarów (Токарів)
- Tupalce (Тупальці)
- (Варварівка)
- Wełyka Derażnia (Велика Деражня)
- Werbiwka (Вербівка)
- Wyroby (Вироби)
- Wyszkówka (Вишківка)
- Wierówka (Вірівка)
- Władzin (Владин)
- Uzaczyń (Ужачин)
- (Українське)
- Żerebiłówka (Жеребилівка)
- Żołobne (Жолобне)